# ناتالیا توبیاس
ناتالیا توبیاس (اوکراینی: Наталія Вікторівна Тобіас؛ زادهٔ ۲۲ نوامبر ۱۹۸۰) دونده دو نیمه‌استقامت اهل اتحاد جماهیر شوروی سوسیالیستی است.